# Paul Theodor Oldenkott
Paul Theodor Oldenkott, auch Paul-Theo Oldenkott (* 22. April 1934 in Ahaus, Münsterland) ist ein deutscher Neurochirurg.

## Leben
Paul Oldenkott entstammte der ursprünglich niederländischen Fabrikantenfamilie Oldenkott. Sein Altgroßvater Hermanus Oldenkott gründete eine Tabakfabrik, die ihren Sitz im Schloss Ahaus – 1829  für 4635 Taler vom Fürsten Salm-Kyrburg erworben – hatte. Er ist Enkel des Tabakfabrikanten Jacob Bernhard Oldenkott sowie Sohn des Tabakfabrikanten Paul Oldenkott und dessen Frau Annemarie von Guérard (Tochter von Theodor von Guérard) und wuchs in Ahaus (Westfalen) auf. Sein Bruder Bernd war Diplomat und deutscher Botschafter.
Oldenkott studierte Medizin an der Westfälischen Wilhelms-Universität Münster. 1960 wurde er an der Eberhard-Karls-Universität Tübingen mit der Dissertation Zur Phenothiazinbehandlung der Trigeminusneuralgie zum Dr. med. promoviert. 1971 habilitierte er sich mit der Schrift Klinische und medizinisch-soziale Probleme beim lumbalen Bandscheibenvorfall.
Paul Theodor Oldenkott war Oberstarzt und Leitender Arzt der neurochirurgischen Abteilung am Bundeswehrkrankenhaus Ulm, Akademisches Krankenhaus der Universität Ulm. Dort wurde er außerplanmäßiger Professor für Medizin mit Spezialgebiet Bandscheibe. 1979 erfolgte die Ernennung zum Universitätsprofessor. 1982 erfolgte die Umhabilitation an die Universität Ulm.
Als Nachfolger von Hubert Rohde wurde er 1995 zum Kanzler der Deutschen Statthalterei des Ritterordens vom Heiligen Grab zu Jerusalem. Als Nachfolger von Peter Heidinger wurde er von Kardinal-Großmeister Carlo Furno 1999 zum Statthalter der Deutschen Statthalterei des Ritterordens vom Heiligen Grab zu Jerusalem ernannt. 2007 wurde Heinrich Dickmann sein Nachfolger. 2010 wurde er zum Ehrenstatthalter ernannt. Er wurde 2007 von Carlo Kardinal Furno für sein Engagement mit der Goldenen Palme von Jerusalem geehrt. Er war 2004 Mitglied des Trägervereins des 95. Katholikentags in Ulm.
Oldenkott ist seit 1954 Mitglied der katholischen Studentenverbindungen KDStV Winfridia (Breslau) Münster, der AV Cheruskia Tübingen und der AV Suebo-Danubia Ulm, alle im CV.

## Schriften (Auswahl)
- Ärztlicher Rat für Patienten mit Bandscheibenschäden, Thieme 1988 5. Aufl., ISBN 3-13-544205-5
- Praktische Hirntraumatologie Beurteilung und Behandlung frischer Schädel-, Hirn- und HWS-Verletzungen, Deutscher Ärzte-Verlag 1989 4. Aufl., ISBN 3-7691-1125-7, zusammen mit Simeon Todorow
- Praktische Hirntraumatologie, Deutscher Ärzte-Verlag 1998, ISBN 3-7691-1125-7, zusammen mit Simeon Todorow
- Bandscheiben-Leiden: was tun ?, Trias Stuttgart 2005, ISBN 3-8304-3227-5, zusammen mit Wolf D. Scheiderer, Annette Rief, Andreas Weidner
- Erbe und Aufgabe: Der Ritterorden vom heiligen Grab zu Jerusalem, Bonifatius Paderborn 2009, ISBN 3-8971-0461-X, zusammen mit Heinrich Dickmann